# Rosa Renom i Grau
Rosa Renom i Grau (Sabadell, 21 d'abril de 1963) és una actriu catalana de teatre, cinema i televisió.

## Biografia
Rosa Renom va néixer al carrer de l'Hospital de Sabadell (actual plaça de l'Alcalde Marcet) i va estudiar a l'Escola Nostra Llar i a l'Institut Pau Vila. Va començar a fer teatre a l'Aula de Teatre de l'Acadèmia de Belles Arts de Sabadell, dirigida per Francesc Ventura –on també van començar Jordi Boixaderas, Josep Torrents, Anna Güell, Montse Germán, Teresa Vilardell, Jaume Valls...–. Més tard, es va llicenciar en art dramàtic a l'Institut del Teatre de Barcelona. Va debutar com a actriu al Teatre Estable de Sabadell (TES) i va continuar amb Romeu i Julieta, de Shakespeare, al Teatre La Faràndula de Sabadell. Es va traslladar a viure a Barcelona, on viu actualment i on exerceix professionalment.

## Teatre
- 1985: Nits blanques, de Fyodor Dostoyevsky i direcció de Teresa Vilardell i Miguel Casamayor.
- 1986: Eclipsi, de Joan Abellán i direcció de Jaume Melendres (veu).
- 1986-1987: La ronda, de Arthur Schnitzler i direcció de Mario Gas.
- 1987-1988: Espectres, de Henrik Ibsen i direcció de Francesc Nel·lo.
- 1988: La gran il·lusió, d'Eduardo Di Filippo i direcció de Hermann Bonnín.
- 1989-1990: Dancing!, de Helder Costa.
- 1992: El temps i els Conway, de J.B. Priestley i direcció de Mario Gas.
- 1993-1994: La senyora Florentina i el seu amor Homer, de Mercè Rodoreda i direcció de Mario Gas.
- 1995-1996: La gata sobre el tejado de zinc caliente, de Tennessee Williams i direcció de Mario Gas.
- 1996: De poble en poble, de Peter Handke i direcció de Joan Ollé.
- 1997-1998: Maria Rosa, d'Àngel Guimerà i direcció de Rosa Novell.
- 1997: El rapte en el serrall, de Wolfgang Amadeus Mozart i direcció de Mario Gas.
- 1998: Apocalipsi, de Lluïsa Cunillé i direcció de Joan Ollé.
- 1999: Les dones sàvies, de Molière i direcció de Rosa Novell.
- 1999: La casa de Bernarda Alba, de Federico García Lorca i direcció de Calixto Bieito.
- 2000: La comèdia dels errors, de William Shakespeare i direcció d'Helena Pimenta.
- 2001: Sopar d'amics, de Donald Margulies i direcció d'Esteve Ferrer.
- 2002: Víctor o els nens al poder, de Roger Vitrac i direcció de Joan Ollé.
- 2004: Sis personatges en busca d'autor, de Luigi Pirandello i direcció de Joan Ollé.
- 2004: Maria Rosa, d'Àngel Guimerà i direcció de Rosa Novell (funció especial).
- 2004-2005: La plaça del Diamant, de Mercè Rodoreda i direcció de Joan Ollé.
- 2005: Casa i jardí, d'Alan Ayckbourn i direcció de Ferran Madico.
- 2006: Vells temps, de Harold Pinter i direcció de Rosa Novell.
- 2006-2007: La cantant calba & La cantant calba al McDonald's d'Eugène Ionesco i Lluïsa Cunillé i direcció de Joan Ollé.
- 2007: El mentider, de Jean Cocteau i direcció de Damià Barbany.
- 2008: El dia del profeta, de Joan Brossa i direcció de Rosa Novell.
- 2008: El ángel exterminador, de Luis Buñuel and Luis Alcoriza i direcció de Joan Ollé.
- 2008-2010: Rock 'n' Roll, de Tom Stoppard i direcció d'Àlex Rigola.
- 2008: Hikikomori, de Jordi Faura i direcció d'Abel Coll i Jordi Faura (veu).
- 2009: Mort d'un viatjant, d'Arthur Miller i direcció de Mario Gas.
- 2010: Només uns versos (1976-1990). Direcció de Pau Carrió (lectura).
- 2010: La gavina, d'Anton Chekhov i direcció de David Selvas.
- 2010-2011: Agost, de Tracy Letts i direcció de Sergi Belbel.
- 2011: Copenhaguen, de Michael Frayn i direcció de Ramon Simó i Vinyes.
- 2011: Un fràgil equilibri, d'Edward Albee i direcció de Mario Gas.
- 2011: La nostra Champions particular, de Cristina Clemente (lectura dramatitzada).
- 2012: Homenatge institucional a Sales, Calders, Tísner. Direcció Toni Casares.
- 2013: La casa cremada, d'August Strindberg i direcció de Lluís Pasqual (lectura dramatitzada).
- 2013: La sonata dels espectres, d'August Strindberg i direcció de Pau Carrió (lectura dramatitzada).
- 2013-2014: Els feréstecs, de Carlo Goldoni i direcció de Lluís Pasqual.
- 2013: Béla Bartók: exili a Nova York, d'Àlex Mañas.
- 2013: Muda muda, de Jordi Oriol (lectura dramatitzada).
- 2013: Vers a vers: com batega un poema? Rosa Renom recita Jacint Verdaguer.
- 2016: El preu, d'Arthur Miller i direcció de Sílvia Munt
- 2017: El preu, d'Arthur Miller i direcció de Sílvia Munt
- 2023: La nostra ciutat, de Thornton Wilder.[3]

### Televisió
- 1990: Qui?
- 1993: El temps i els Conway
- 1994: Arnau
- 1994: Poblenou
- 1996: Nissaga de poder
- 2000-2002: El cor de la ciutat
- 2002: Freetown (tv-movie)
- 2003: Joc de mentides (tv-movie)
- 2004: Delta (tv-movie)
- 2007: Hospital Central (1 episodi)
- 2008: La que se avecina (1 episodi)
- 2008: El comisario (1 episodi)
- 2009: Infidels (3 episodis)
- 2009: Les veus del Pamano (minisèrie)
- 2009: Ermessenda
- 2011-2017: La Riera

### Cinema
- 1989: El acto, d'Héctor Faver
- 1993: La recerca de la felicitat, d'Albert Abril
- 2000: Pleure pas, Germaine, d'Alain de Halleux
- 2008: Azaña, de Santiago San Miguel

## Premis
- 2009. Premi Butaca a la millor actriu de repartiment per l'obra Rock & Roll.[4]
- 2010. Premi Margarida Xirgu 2009-2010 per Rock & roll, de Tom Stoppard, i La gavina, d'Anton Txèkhov.[5]
- 2015. Premi de la Crítica com a millor actriu principal pel seu paper a El president, de Thomas Bernhard, dirigida per Carme Portaceli[6]